# یوزفوو (استان اوپوله)
یوزفوو (به لهستانی:  Józefów) یک روستا در لهستان است که در گمینا بیاوا (استان اوپوله) واقع شده‌است.